# Венгры в Республике Сербской
Венгры в Республике Сербской (серб. Мађари у Републици Српској, венг. Magyarok a Szerb Köztársaság) — граждане венгерского происхождения, проживающие и работающие на территории Республики Сербской. Венгры признаны одним из 12 национальных меньшинств Республики Сербской, их интересы защищает Совет национальных меньшинств Республики Сербской. В Республике Сербской проживает 166 венгров, по данным переписи населения 2013 года.

## История
Контакты между сербами и венграми активно развивались в XIII веке во время существования средневековых государств Боснии и Венгрии (это были и войны, и династические браки). Они оборвались в связи с оккупацией Боснии и Сербии Османской империей. В 1878 году венгры стали переселяться на территорию Боснии, присоединённой к Австро-Венгрии: уроженцы Буковины, жители окрестностей Сенты и коренные венгры переселялись активно с 1900 по 1910 годы. Всех переселенцев местные сербы называли «куфераши». Среди венгров были как промышленники, так и крестьяне. Так, в Прняворе было много венгерских садовников и виноделов.
В настоящее время остались редкие следы венгерских переселенцев, поскольку венгры слишком быстро слились с коренным населением. По данным архивов, в 1921 году на территории современной Боснии и Герцеговины проживало 2577 венгров, однако во время войны многие покинули свои сёла. Было заброшено село Вучьяк, где проживали венгры в начале XX века. Современные венгерские поселенцы Республики Сербской — это уроженцы Воеводины. Многие из них проживают в Сараево и Баня-Луке, причём в Баня-Луке действует официальное культурное общество венгров, сохраняющее язык и культуру венгерской общины в стране.

## Религия
Венгры в Республике Сербской исповедуют преимущественно католицизм, хотя среди них есть и протестанты.

## Общества
Крупнейшим обществом является Общество венгров Республики Сербской «Мадьяр Со», основанное в Баня-Луке в 2003 году. Численность общества насчитывает 70 человек: представители общества проживают в Баня-Луке, Приедоре, Прняворе и Градишке.